# Onwerkzame voorlopige hechtenis
Een onwerkzame voorlopige hechtenis is in België een voorlopige hechtenis die is verlopen volgens de regels gesteld in de Voorlopige Hechteniswet maar die achteraf blijkt onnodig te zijn geweest, bijvoorbeeld omdat de aangehouden persoon door de strafrechter later is vrijgesproken. De persoon die een onwerkzame voorlopige hechtenis heeft ondergaan heeft in bepaalde gevallen recht op een vergoeding. Deze vergoeding wordt toegekend door de Minister van Justitie en, in hoger beroep, door de Commissie voor de onwerkzame voorlopige hechtenis. 
De onwerkzame voorlopige hechtenis wordt geregeld door de wet van 13 maart 1973 betreffende de vergoeding voor onwerkzame voorlopige hechtenis. Ze zijn dus niet opgenomen in de Voorlopige Hechteniswet van 1990.
Uit de cijfers verstrekt door de voormalige Minister van Justitie Laurette Onkelinx blijkt dat ongeveer 1 op de 20 verdachten die in België in voorhechtenis zaten een vrijspraak bekwamen in hun proces. In 2006 dienden zo 126 mensen een aanvraag in voor een vergoeding. In 2009 betrof dit 102 verzoekschriften.

## Geen vergoeding in geval van veroordeling
De wet van 13 maart 1973 voorziet geen vergoeding in het geval de betrokkene wordt veroordeeld (artikel 28, § 1). De aangehouden persoon heeft een voorlopige hechtenis van een maand ondergaan voor een diefstal, wordt door de strafrechter schuldig verklaard aan deze diefstal, maar krijgt alleen een geldboete als straf. De betrokkene zal geen beroep kunnen doen op de wet van 13 maart 1973. Zijn voorlopige hechtenis blijkt nochtans achteraf onnodig. 

## Minimumduur van de voorlopige hechtenis
De persoon die schadevergoeding vraagt voor onwerkdadige voorlopige hechtenis moet een voorlopige  hechtenis ondergaan hebben van ten minste acht dagen (artikel 28, § 1). Wie een voorlopige hechtenis ondergaan heeft van zeven dagen voor een verkrachting, en later van die verkrachting wordt vrijgesproken, heeft geen recht op vergoeding. 

## Voorlopige hechtenis mag niet te wijten zijn aan het gedrag van de betrokkene
De onwerkdadige voorlopige hechtenis mag niet te wijten zijn aan het gedrag van de persoon die een vergoeding vraagt (artikel 28, § 1). De voorlopige hechtenis zal beschouwd worden als te wijten aan het gedrag van de betrokkene wanneer de betrokkene ten onrechte bekentenissen heeft afgelegd.
Een aantal voorbeelden uit de rechtspraak van de Commissie voor de onwerkzame voorlopige hechtenis, waar die oordeelt dat de aanhouding en de verlenging daarvan te wijten was aan de persoonlijke gedragingen van de aangehoudene:
- stilzwijgen en de niet-samenwerking van de verdachte (ondanks het recht op stilzwijgen); met deze elementen wordt door de Commissie voor de onwerkzame voorlopige hechtenis rekening gehouden bij de beoordeling betreffende de toekenning van de vergoeding voor onwerkdadige hechtenis;

- moeizaam verloop van de eerste verhoren;

- rond de pot draaien, slechts mondjesmaat informatie geven aan de ondervragers;

- op de vlucht slaan voor de politie;

- telefonische contacten (GSM) met verdachte personen ;

- het gewelddadig temperament van de betrokkene;

- contacten tussen verzoeker en spilfiguren mensensmokkel;

- aanwezigheid op plaatsen van waaruit criminele activiteiten worden georganiseerd;

- niet verschijnen voor een rechtbank zodat de onmiddellijke aanhouding werd bevolen;

- in het bezit zijn van een vals paspoort, identiteitskaart, of met een niet gelijkende foto.

## De betrokkene moet zich bevinden in een van de vier limitatief opgesomde gevallen
Om aanspraak te kunnen maken op een vergoeding moet de persoon die een onwerkzame voorlopige hechtenis heeft ondergaan zich bevinden in een van de volgende vier gevallen (artikel 28, § 1):
- hij moet bij een in kracht van gewijsde gegane rechterlijke beslissing rechtstreeks of onrechtstreeks buiten de zaak zijn gesteld. Het meest evidente geval zal dat zijn van een vrijspraak.

- hij moet een beschikking of een arrest van buitenvervolgingstelling hebben bekomen. De wet voegt er nog aan toe: 'het bewijs levert dat er gegevens in feite of in rechte aanwezig zijn waaruit zijn onschuld blijkt'. Maar deze bijkomende vereiste werd door het Europees Hof voor de Rechten van de Mens strijdig geacht met het vermoeden van onschuld dat wordt gewaarborgd door artikel 6 § 2 van het Europees Verdrag voor de Rechten van de Mens. Dat werd beslist in het arrest van het Europees Hof voor de Rechten van de Mens van 13 januari 2005, in de zaak van Capeau tegen België. De Commissie voor de onwerkzame voorlopige hechtenis vereist niet langer, wegens het recht op het vermoeden van onschuld vervat in art. 6 § 2 EVRM, dat de verzoeker die buiten vervolging is gesteld, gegevens in feite en in rechte moet aantonen die zijn onschuld staven.

- hij werd aangehouden of is in hechtenis gebleven nadat de strafvordering was verjaard.

- hij heeft hij een beschikking of een arrest van buitenvervolgingstelling bekomen waarbij uitdrukkelijk is vastgesteld dat het feit dat tot de voorlopige hechtenis aanleiding heeft gegeven, geen misdrijf is.

## De Minister van Justitie doet in eerste aanleg uitspraak
De vergoeding wordt door de Minister van Justitie ten laste van de Schatkist toegekend indien de wettelijke voorwaarden vervuld zijn. Het bedrag van deze vergoeding wordt door de Minister van Justitie vastgesteld naar billijkheid en met inachtneming van alle omstandigheden van openbaar en privaat belang.

## In hoger beroep beslist de Commissie voor de onwerkzame voorlopige hechtenis
Indien de vergoeding door de Minister van Justitie geweigerd wordt, indien het door hem toegekende bedrag  onvoldoende geacht wordt of indien de Minister van Justitie niet binnen zes maanden na het verzoek beslist, kan de betrokkene zich wenden tot de Commissie voor de onwerkzame voorlopige hechtenis (artikel 28, § 3).  
Deze commissie bestaat uit (artikel 28, § 4, gewijzigd bij artikel 17 van de wet van 4 juli 2001):
- de eerste voorzitter van het Hof van Cassatie of, bij verhindering, de voorzitter van het Hof van Cassatie;

- de eerste voorzitter van de Raad van State, of, bij verhindering, de voorzitter van de Raad van State;

- naargelang de taal van de rechtspleging, de voorzitter van de Orde van Vlaamse Balies respectievelijk de voorzitter van de Ordre des Barreaux francophones et germanophone, of, bij verhindering, een lid van de Raad van bestuur van de Orde van Vlaamse Balies respectievelijk van de Ordre des Barreaux francophones et germanophone, aangewezen overeenkomstig het reglement van orde van de instelling (artikel 28, § 4).

De beroepen en de verzoeken bestaan uit een verzoekschrift in twee exemplaren, getekend door de partij of zijn advocaat en neergelegd ter griffie van het Hof van cassatie, binnen de zestig dagen na de kennisgeving van de beslissing van de minister of na het verloop van de termijn waarin hij uitspraak had moeten doen (artikel 28, § 5, zoals gewijzigd bij artikel 5 van de wet van 31 mei 2005). Wanneer de verzoeker op 30 april 2003 een verzoekschrift heeft ingediend dat op 5 mei 2003 op het ministerie van Justitie ontvangen werd, kon de minister van Justitie tot 5 november 2003 om middernacht uitspraak doen.
De rechtspleging voor de Commissie wordt geregeld door het Koninklijk Besluit van 10 januari 1975 waarbij de werkwijze en de procedure vastgesteld wordt van de commissie ingesteld door artikel 28, § 4, van de wet van 20 april 1874 op de voorlopige hechtenis, gewijzigd door de wet van 13 maart 1973.
Op verzoek van de belanghebbenden wordt de beslissing van de commissie bij uittreksel in het Belgisch Staatsblad bekendgemaakt, zonder dat dit uittreksel het bedrag van de toegekende vergoeding mag vermelden. De kosten van de bekendmaking komen ten laste van de Schatkist.

## De vergoeding
Artikel 28 van de wet van 13 maart 1973 verleent de verzoeker geen subjectief recht op schadevergoeding. Het bedrag van de vergoeding wordt door de Commissie voor de onwerkzame voorlopige hechtenis vastgesteld naar billijkheid en met inachtneming van alle omstandigheden van openbaar en privaat belang.
De vergoeding betreft slechts de persoon die in hechtenis heeft gezeten zelf, dus bijvoorbeeld geen materiële of morele schade van familieleden of hun verplaatsingskosten voor gevangenisbezoek.
De verzoeker kan een vergoeding bekomen voor materiële schade en voor morele schade.

### Materiële schade
De materiële schade stemt in wezen overeen met het inkomstenverlies en andere beroepsschade. Het inkomstenverlies moet berekend worden op grond van het vermoede verlies geleden ingevolge de hechtenis. Dit verlies kan geraamd worden op grond van de duur van de hechtenis en van de repercussie van die hechtenis op de concrete beroepsactiviteit van verzoeker. Voor de vaststelling van het bedrag van de vergoeding houdt de Commissie voor de onwerkzame voorlopige hechtenis rekening gehouden met het inkomstenverlies zoals dat blijkt uit de voorgelegde loonfiches.
Thans kent de Commissie ook een vergoeding toe voor de verdedigingskosten, in hoofdzaak voor de kosten van de bijstand van een advocaat. 

### Morele schade
De morele schade wordt begroot in functie van het aantal dagen hechtenis. 
De Nederlandstalige afdeling van de Commissie voor de onwerkzame voorlopige hechtenis kent meestal het bedrag van 40 euro toe per dag onwerkzame voorlopige hechtenis.